# Brugmansia

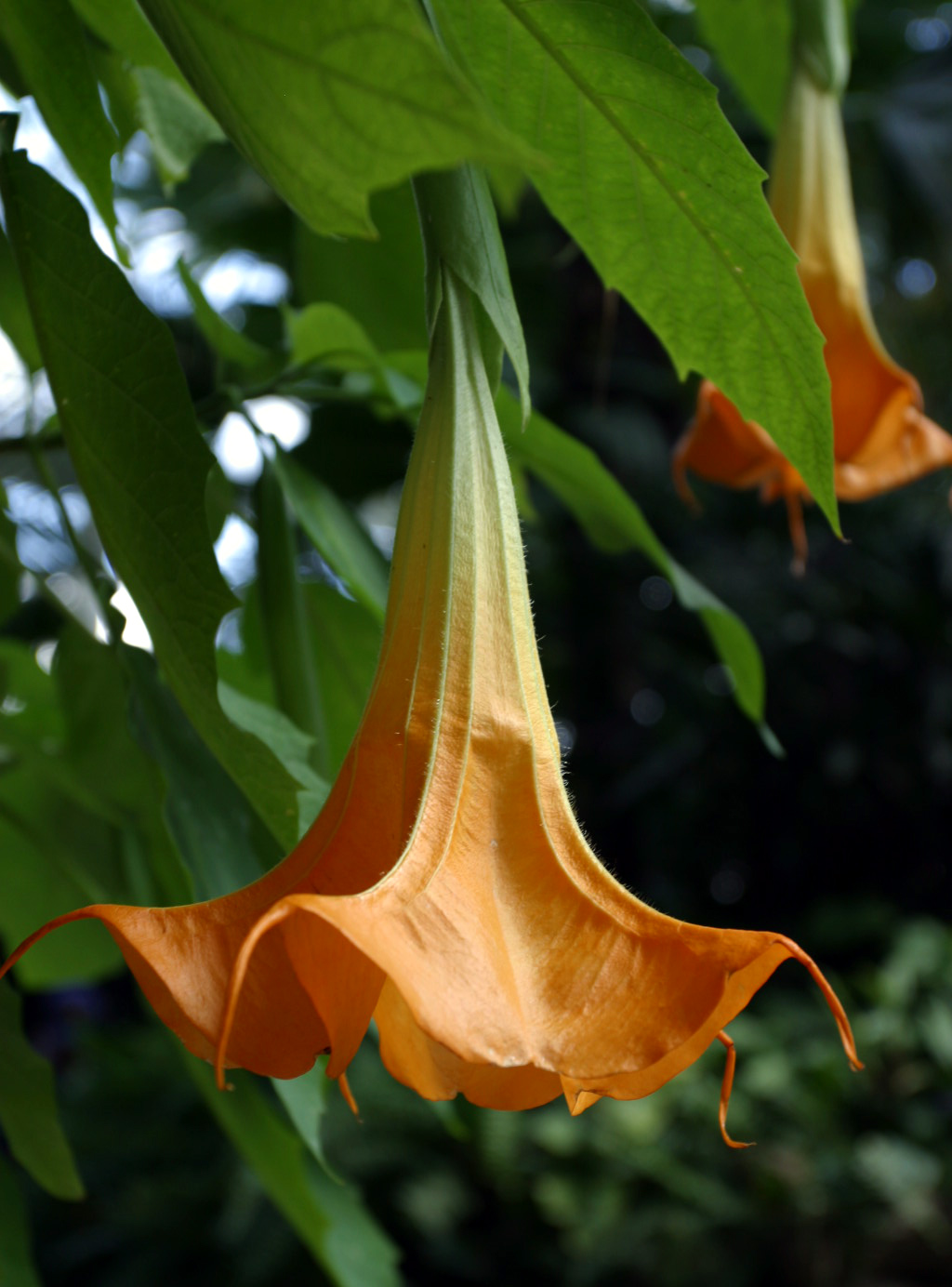
Flor de Brugmansia suaveolens.

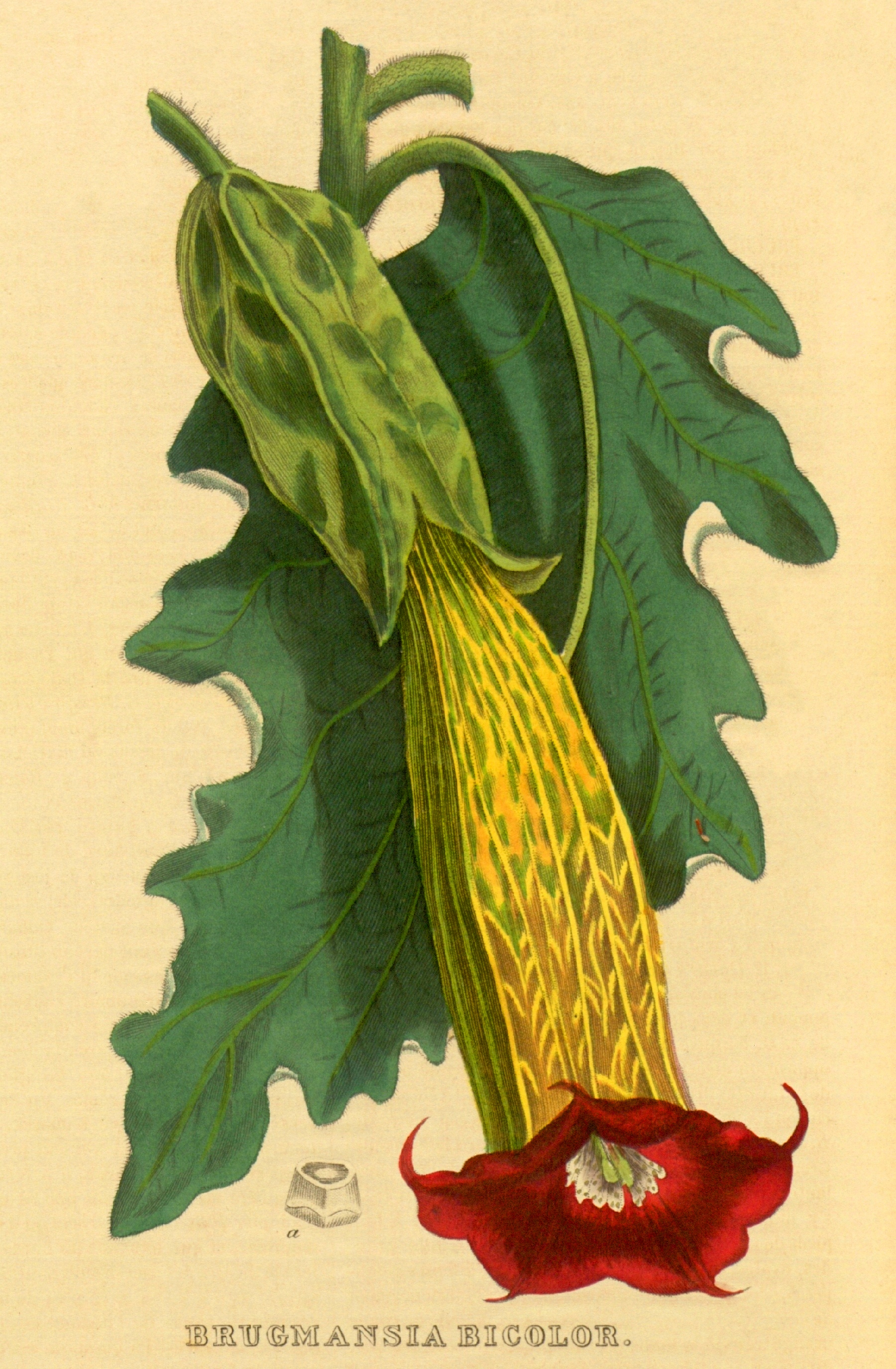
Flor de Brugmansia sanguinea.

Brugmansia é um género botânico pertencente à família Solanaceae, nativo das regiões subtropicais do México, América Central e América do Sul, ao longo dos Andes, desde a Colômbia até ao norte do Chile, incluindo o sudeste do Brasil. Inclui as espécies conhecidas pelo nome comum de trombetas, sendo morfologicamente muito semelhante ao género Datura, com o qual está estreitamente aparentado, diferindo por serem plantas perenes e lenhosas. A maioria das espécies deste género constitui um complexo específico, com frequente hibridação e desde há muito sujeito a cultura pelos povos ameríndios que as utilizam como enteógeno, como alucinógeno e como plantas medicinais. Todas as espécies conhecidas estão consideradas como extintas na natureza. Devido ao uso como droga recreativa, em algumas circunscrições está proibido o comércio ou mesmo o cultivo das espécies deste género.

## Descrição
Os membros deste género são arbustos ou pequenas árvores (mesofanerófitos) que alcançam alturas de 3–11 m. As folhas são alternas, geralmente com 10–30 cm  de comprimento e 4–18 cm de largura, com margens inteiras ou apenas dentada, frequentemente com a base do limbo assimétrica e recobertas por uma fina velosidade.
S flores são pendulares, geralmente fragrantes, com até 30 cm de comprimento, geralmente esbranquiçadas ou amareladas, ainda que também posam ser rosadas, alaranjadas ou avermelhadas. O seu perfume, que se intensifica ao anoitecer, atrai insectos noturnos  e morcegos que são os principais agentes de polinização, embora a espécie Brugmansia sanguinea seja polinizada por colibris.
O fruto é uma baga não espinhosa, obovada ou em forma de fuso, que pode ser longa. Contém um grande número de sementes com cerca de 1 cm de comprimento máximo, nalguns casos até 300 sementes por baga.

## Cultivo
O género cresce facilmente em climas sem geadas, sobre solos húmidos e férteis, de preferência bem drenados, com plena exposição ao sol ou a meia sombra. A floração inicia-se de meados a final da primavera em climas quentes e continua até ao outono, com frequência alargando-se até princípios do inverno em condições de clima quente. Nos invernos frios, as plantas cultivadas no exterior podem necessitar de proteção, mas a raiz é resistente e rebrota na primavera. As espécies das regiões altas, como as da secção Sphaerocarpium,  preferem temperaturas moderadas e noites frescas, e podem não florescer se as temperaturas forem muito elevadas.
A propagação vegetativa da maioria das espécies consegue-se facilmente através de estacas de 10 a 20 cm de comprimento, recolhidas do final de um ramo e plantadas durante o verão.
Diversos híbridos e numerosos cultivares foram desenvolvidos para uso como ornamental. B. x candida é um híbrido entre B. aurea e B. versicolor, B. x flava resulta de B. arborea e B. sanguinea, e B. x cubensis é o resultado de três especies: B. suaveolens, B. versicolor e B. aurea. 
 Também existem cultivares com flores dobradas e alguns com folhas variegadas.

## Taxonomia
Linnaeus classificou inicialmente estas plantas como parte do género Datura com a descrição em 1753 de Datura arborea. O género Brugmansia foi estabelecido por Christiaan Hendrik Persoon e publicado em 1805 no Synopsis Plantarum, tomando por espécie tipo o que actualmente se sabe ser o híbrido Brugmansia × candida Pers. A etimologia do nome genérico é uma homenagem a Sebald Justin Brugmans (1763-1819), professor de história natural em Leiden, Países Baixos.
Para o novo género foram transferidas as espécies então incluídas em Datura que eram perenes, arborescentes, pelo menos parcialmente lenhosas e com fruto desprovido de espinhos. Nos 168 que se seguiram, vários autores foram colocando alternadamente estas espécies nos géneros  Brugmansia e Datura, até que em 1973, com uma análise morfológica detalha das diferenças entre grupos, o sistemata Tommie Earl Lockwood, estabeleceu firmemente Brugmansia como um género separado, delimitando-o de forma a integrar todas as espécies então conhecidas de Brugmansia, situação que se mantém incontestada.
Na sua actual configuração, o género Brugmansia inclui um complexo específico, com elevado grau de hibridização, que torna difícil individualizar as espécies, o que tem resultado numa elevada sinonímia, com diferentes autores a indicarem um número variável de taxa.
As espécies foram divididas anteriormente em dois grupos naturais geneticamente isolados: (1) Brugmansia secção Brugmansia, que incluía as espécies aurea, insignis, sauveolens e versicolor, conhecido informalmente como  "grupo de cultivo quente"; (2) Brugmansia secção Sphaerocarpium, que incluía as espécies arborea, sanguinea e vulcanicola, denominado informalmente "grupo de cultivo frio".
Estão presentemente consideradas como validamente descritas 7 espécies de Brugmansia:
- Brugmansia arborea (L.) Sweet (Andes - Equador até ao norte do Chile)
- Brugmansia aurea Lagerh. (Andes - Venezuela to Ecuador)
- Brugmansia insignis (Barb.Rodr.) Lockwood ex R.E. R.E.Schult. (Sopé oriental dos Andes - Colômbia à Bolívia e ocasionalmente ao Brasil)
- Brugmansia sanguinea (Ruiz & Pav.) D.Don (Andes - Colômbia até ao norte do Chile)
- Brugmansia suaveolens (Willd.) Sweet (Sudeste do Brasil)
- Brugmansia versicolor Lagerh. (Equador)
- Brugmansia vulcanicola (A.S.Barclay) R.E.Schult.. (Andes - Colômbia ao Equador)

Duas das espécies atrás apontadas foram consideradas como inválidas em 1973 por T.E. Lockwood na sua dissertação doutoral:
(1) a espécie Brugmansia vulcanicola foi considerada como uma subespécie de B. sanguinea, mas essa asserção foi refutada pelo orientador da dissertação, R. E. Schultes em 1977; (2) Lockwood propôs que a espécie B. insignis fosse um híbrido da combinação (B. suaveolens x B. versicolor) x B. suaveolens, mas experiências posteriores de cruzamento e hibridação, cujos resultados foram publicados em 1997, invalidaram a hipótese.
Estão ainda reconhecidos os seguintes híbridos:
- Brugmansia × candida Pers.
- Brugmansia × dolichocarpa Lagerh.
- Brugmansia × insignis (Barb.Rodr.) Lockwood ex R.E.Schult.
- Brugmansia × rubella (Soff.) Moldenke